# Passiflora edulis
Chanh dây tím hay còn gọi là dây mát, chùm bao trứng, chanh leo, danh pháp hai phần: Passiflora edulis, là một loài dây leo thuộc họ Lạc tiên (Passifloraceae). Loài cây này có nguồn gốc từ các nước Nam Mỹ (Argentina, Paraguay và Brasil) nhưng đã phổ biến ở nhiều nơi trên thế giới.
Loài cây này được trồng khắp vùng nhiệt đới và bán nhiệt đới từ Ấn Độ, Sri Lanka, New Zealand, vùng Caribe, Brasil, Colombia, Ecuador, Indonesia, Peru, California, Florida, Haiti, Hawaii, Úc, Đông Phi, México, Israel và Nam Phi.

## Mô tả

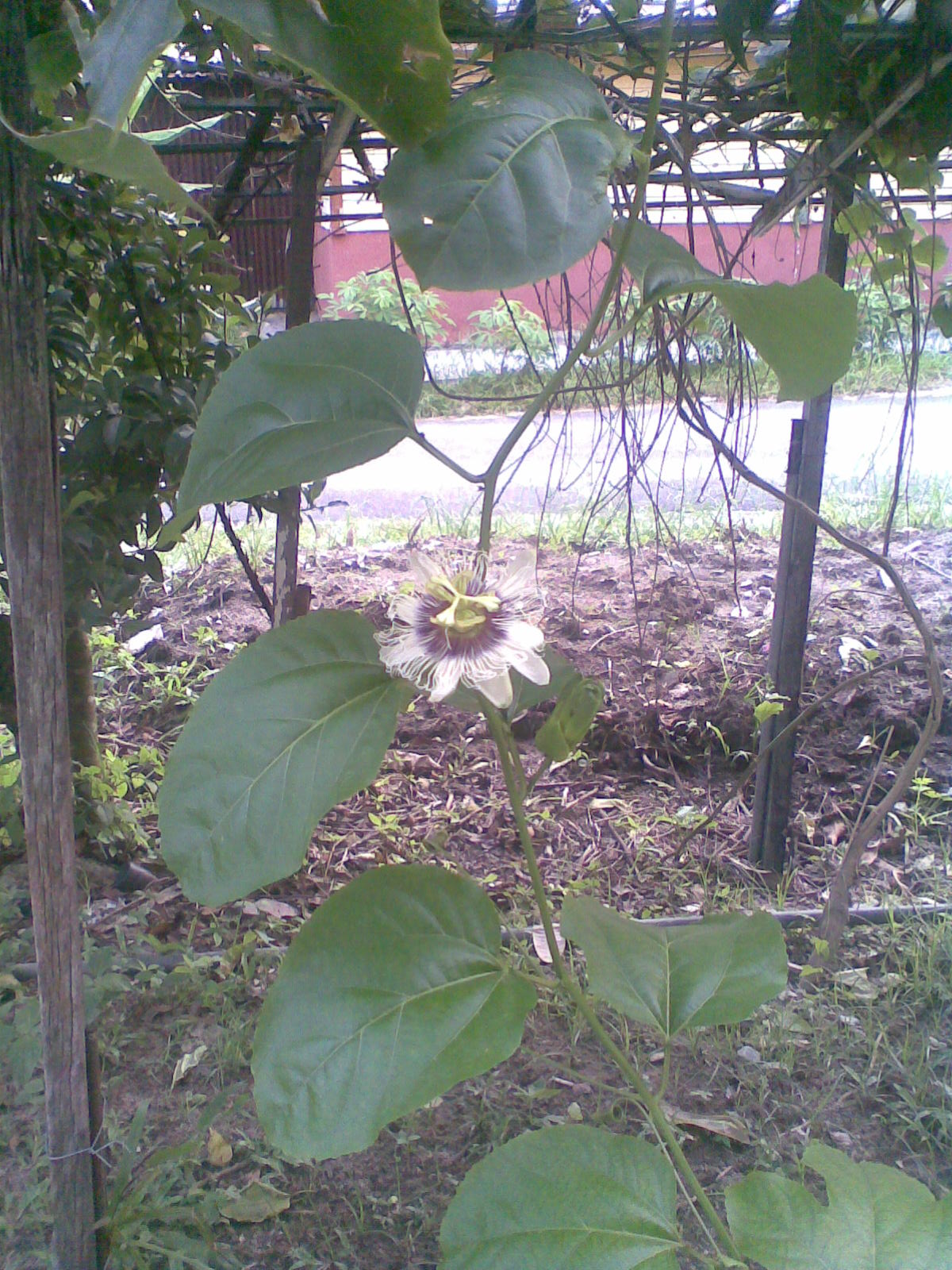
Dây leo của loài

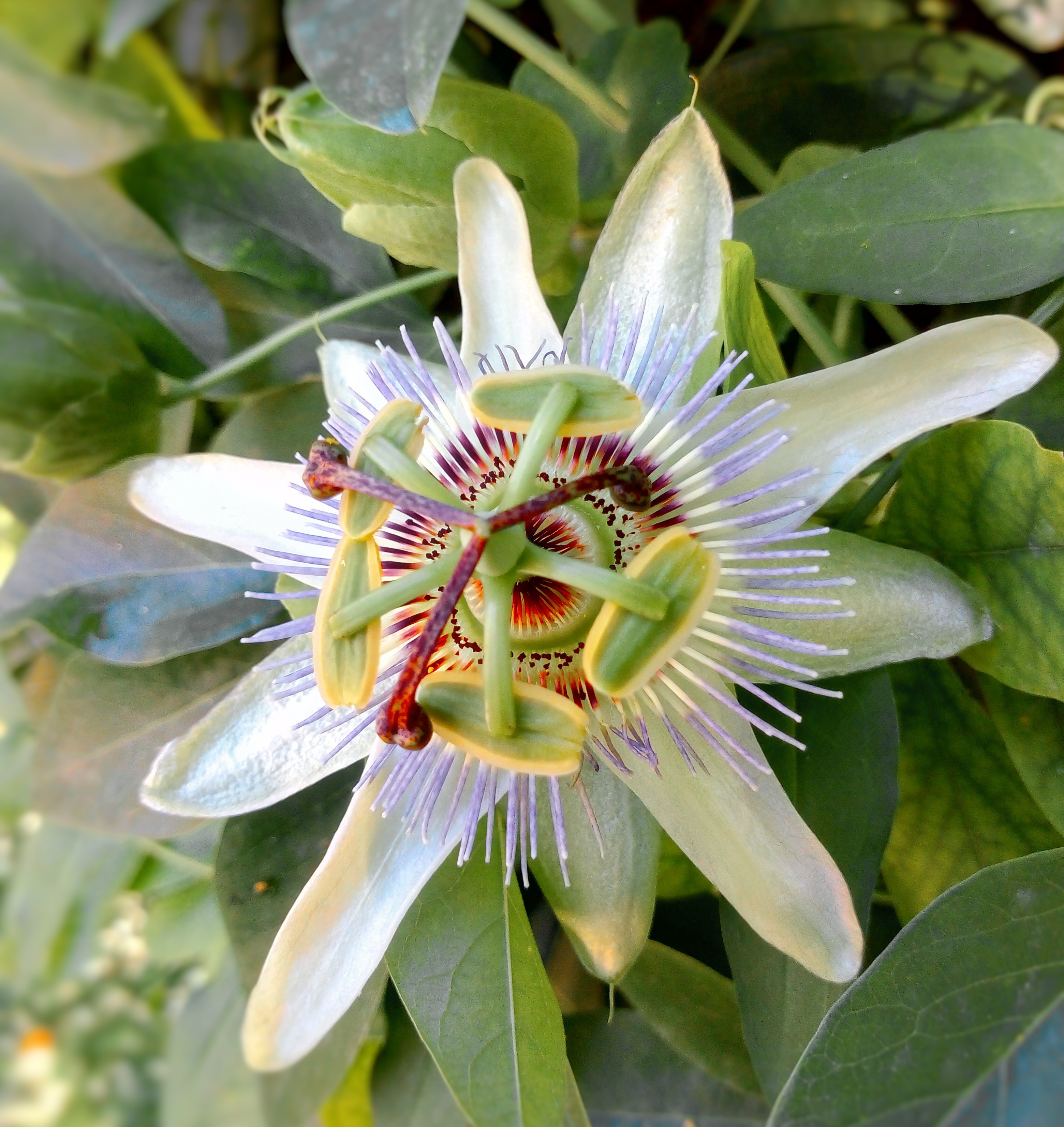
Hoa chanh dây tím trên cây

Chanh dây tím là dây leo thân cỏ, mọc dài đến 6 mét. Ở Bắc bán cầu cây ra hoa tháng 6 đến tháng 7, và kết quả vào tháng 10, 11.
Quả dạng hình cầu hoặc hình bầu dục, khi chín trở màu vàng hoặc đỏ tía thẫm. Trong quả mọng nước, có nhiều hột.
Có ba giống khác nhau khá rõ rệt:
- Giống quả màu vàng nhạt (tiếng Anh: Golden Passion Fruit), lớn tương tự quả bưởi chùm, vỏ nhẵn bóng, màu nhạt, vị chua. Ở Úc loài quả vàng được dùng làm gốc ghép cho giống quả màu đỏ tía.[2]

- Giống quả màu đỏ tía thẫm, lớn gần bằng quả cam bình thường, ít chua hơn giống màu vàng mà cũng thơm hơn.[3] Vỏ quả loại này có thể chứa cyanogenic glycoside[4]
- Giống quả màu vàng đậm, nhỏ hơn so với các dòng khác, ngọt hơn so với các dòng khác mà cũng thơm hơn.[5] Vỏ quả loại này có thể chứa cyanogenic glycoside[6]. Độ brit có thể lên đến 24 độ.

## Dinh dưỡng
Quả chanh dây tím giàu chất beta caroten, kali và xơ tiêu hóa. Nước quả có nhiều vitamin C, tốt cho người bị cao huyết áp

## Sử dụng
- Cơm quả có thể đánh lên dùng làm thức uống sinh tố, làm bánh, kẹo, kem và sữa chua,...
- Hạt có thể ép lấy dầu làm dầu ăn hoặc pha chế làm dầu sơn.[1]
- Hoa làm cảnh.[1] Hoa Passiflora edulis là "quốc hoa" của Paraguay.

## Thư viện ảnh

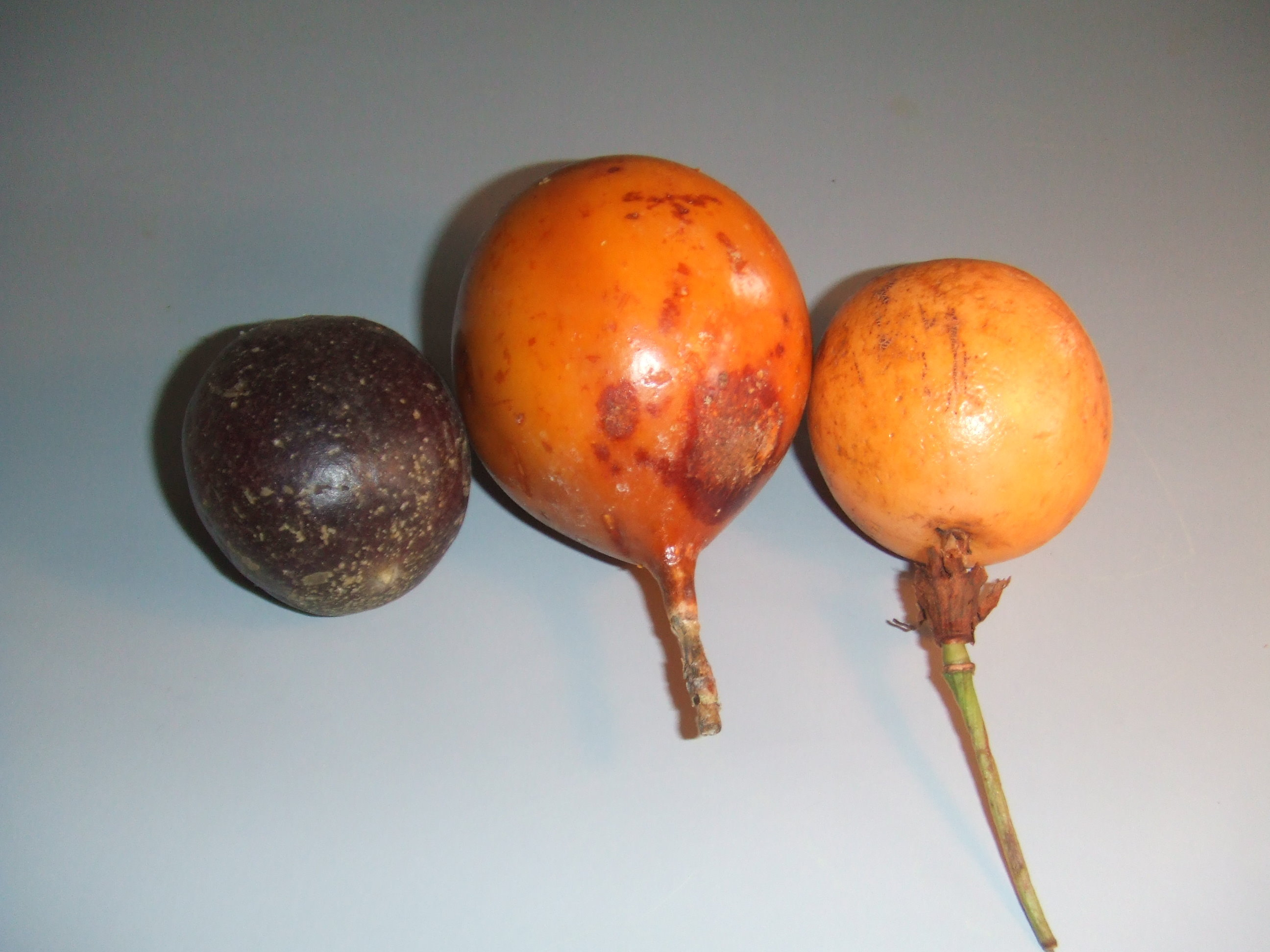
3 giống quả chanh dây tím
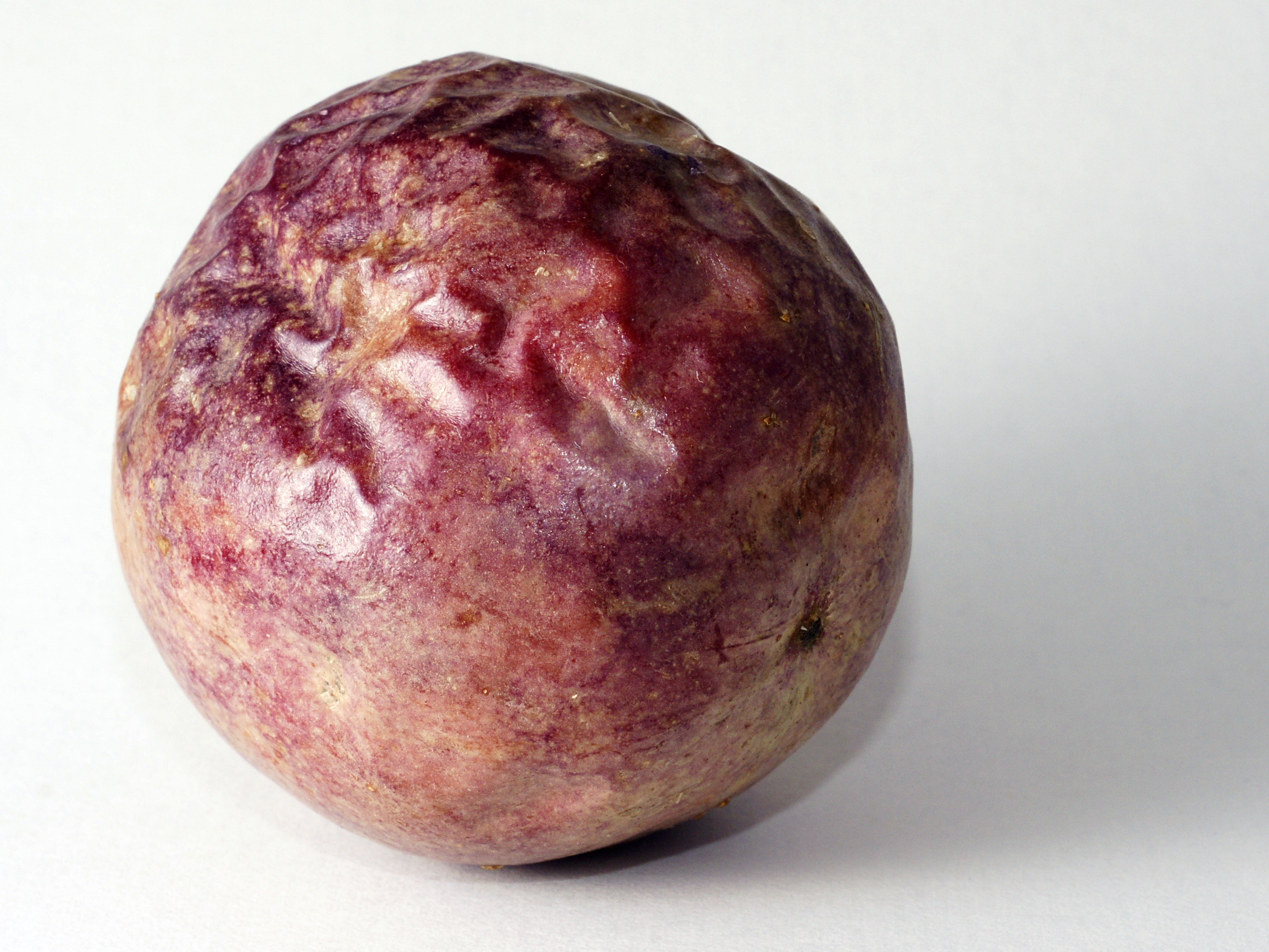
Quả màu đỏ tía, khi chín thì nhăn nhúm
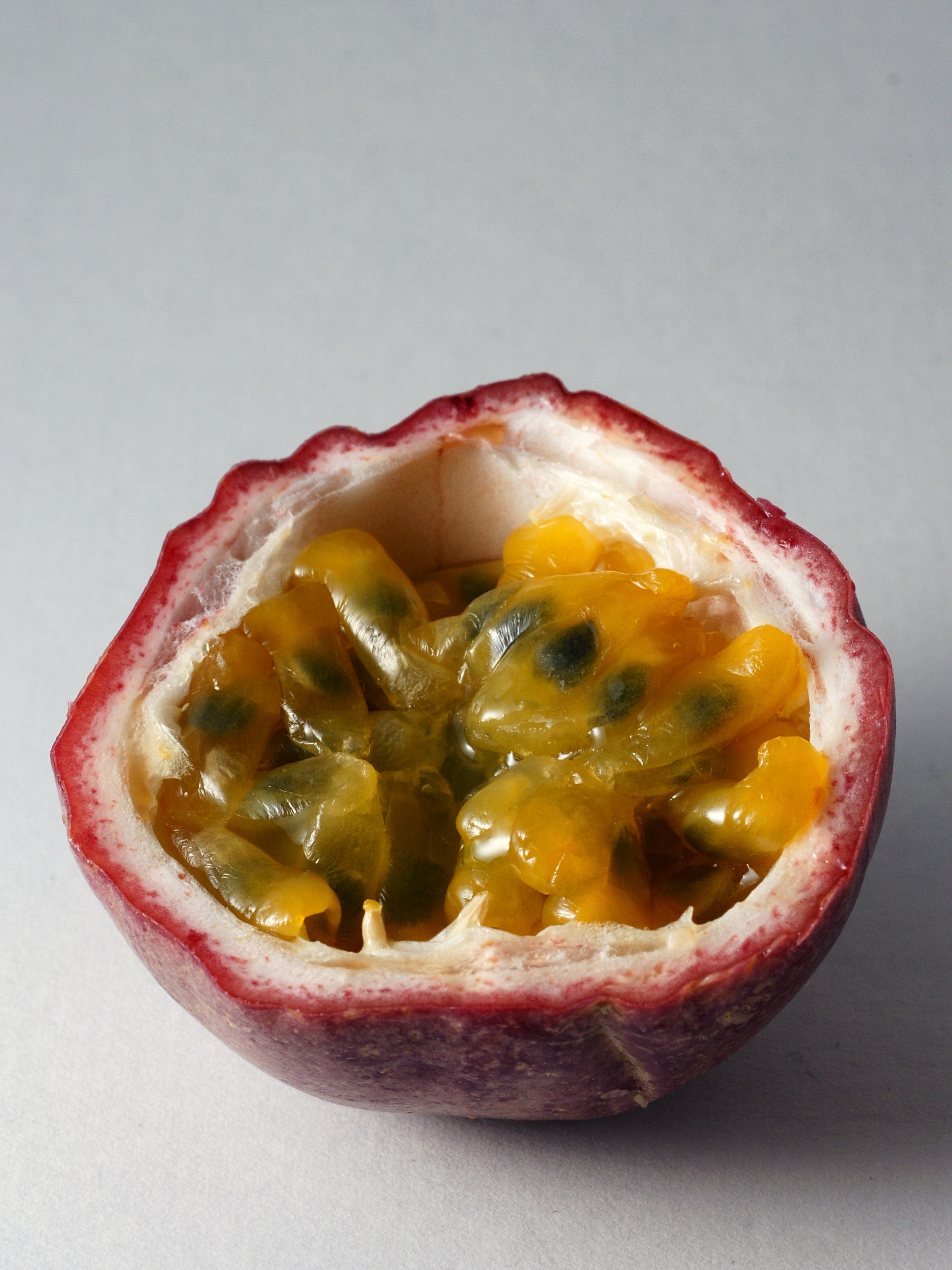
Quả màu đỏ tía bổ dọc

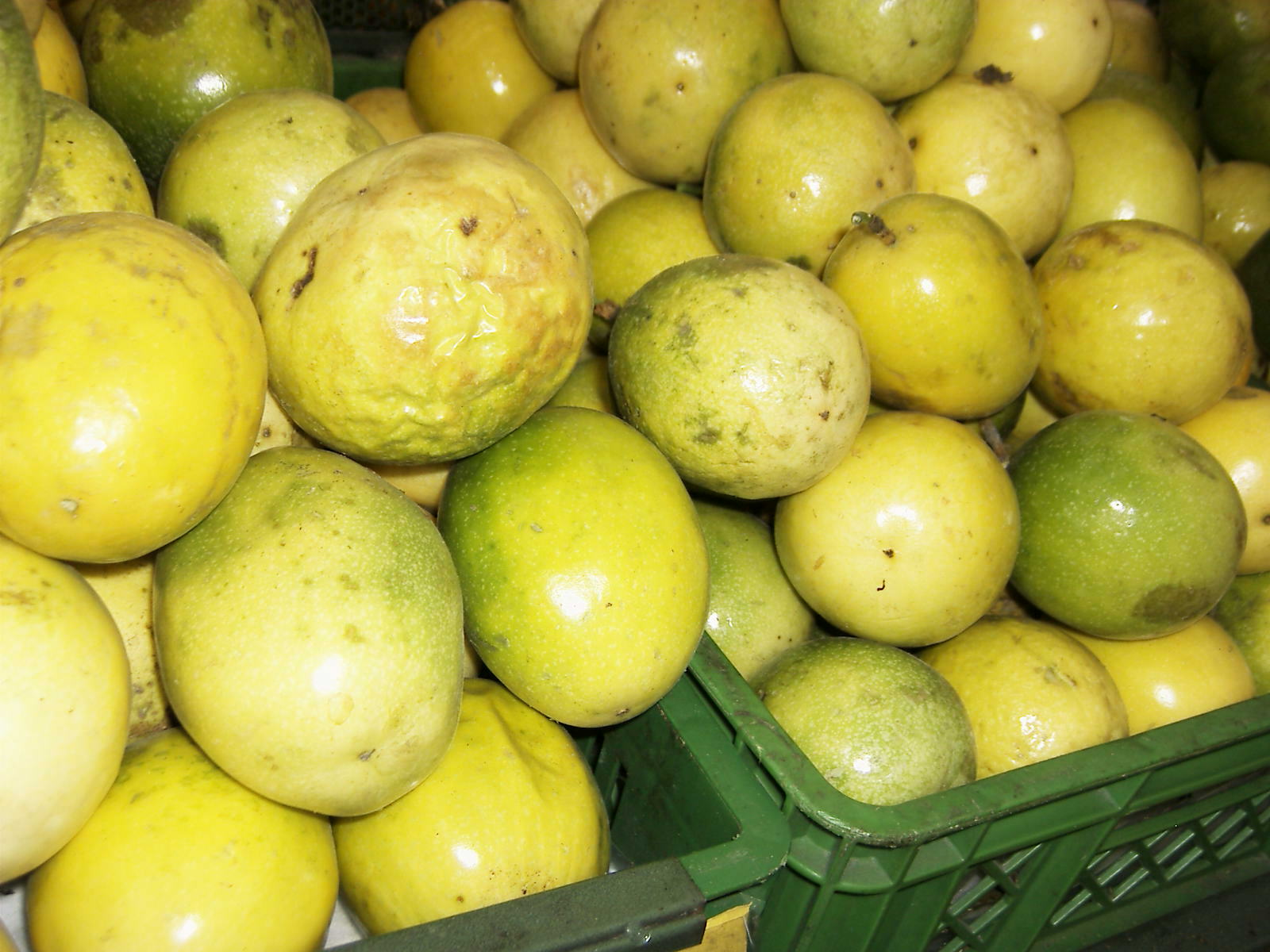
Quả màu vàng (P.flavicarpa)
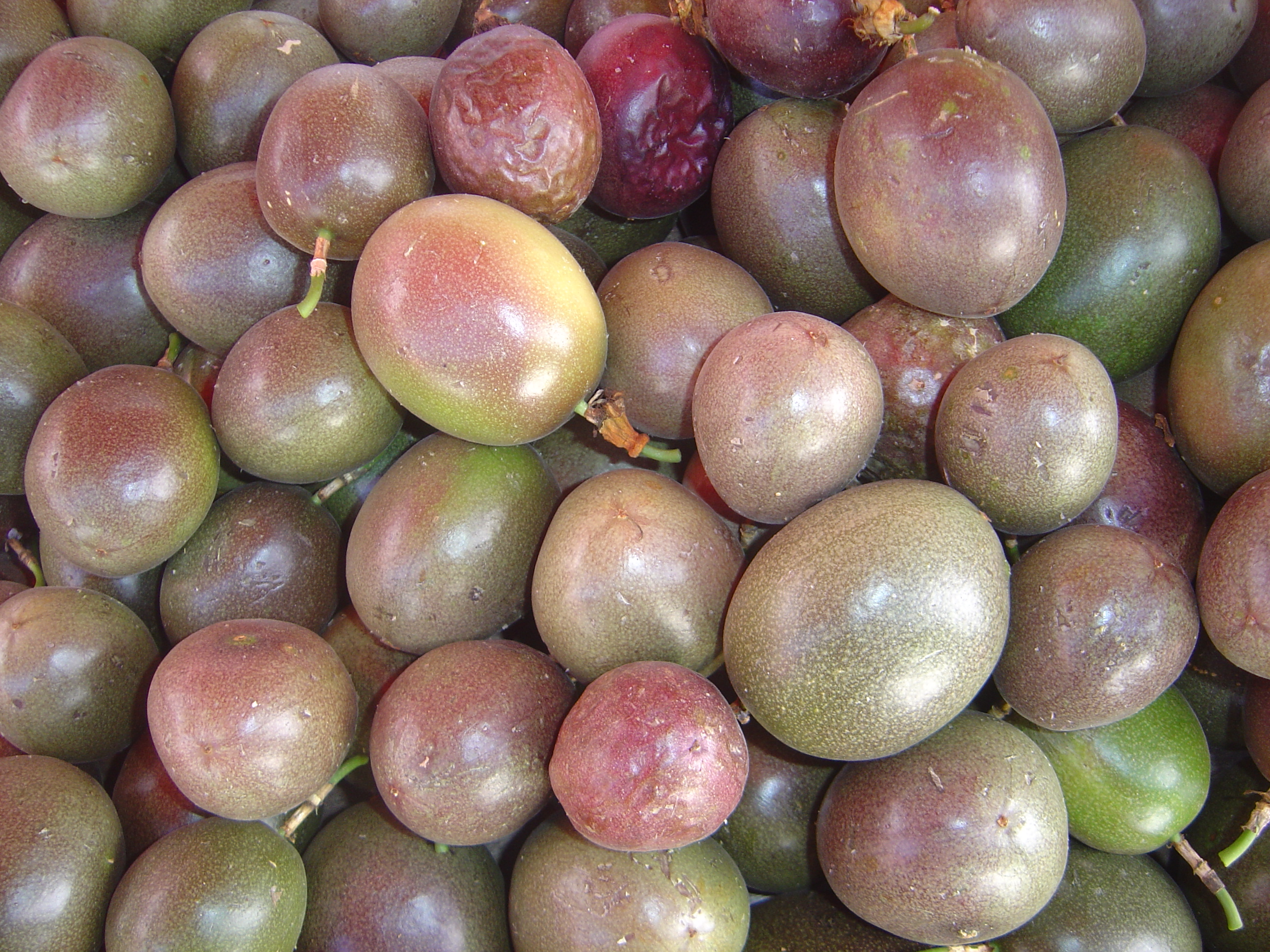
Quả màu đỏ tía
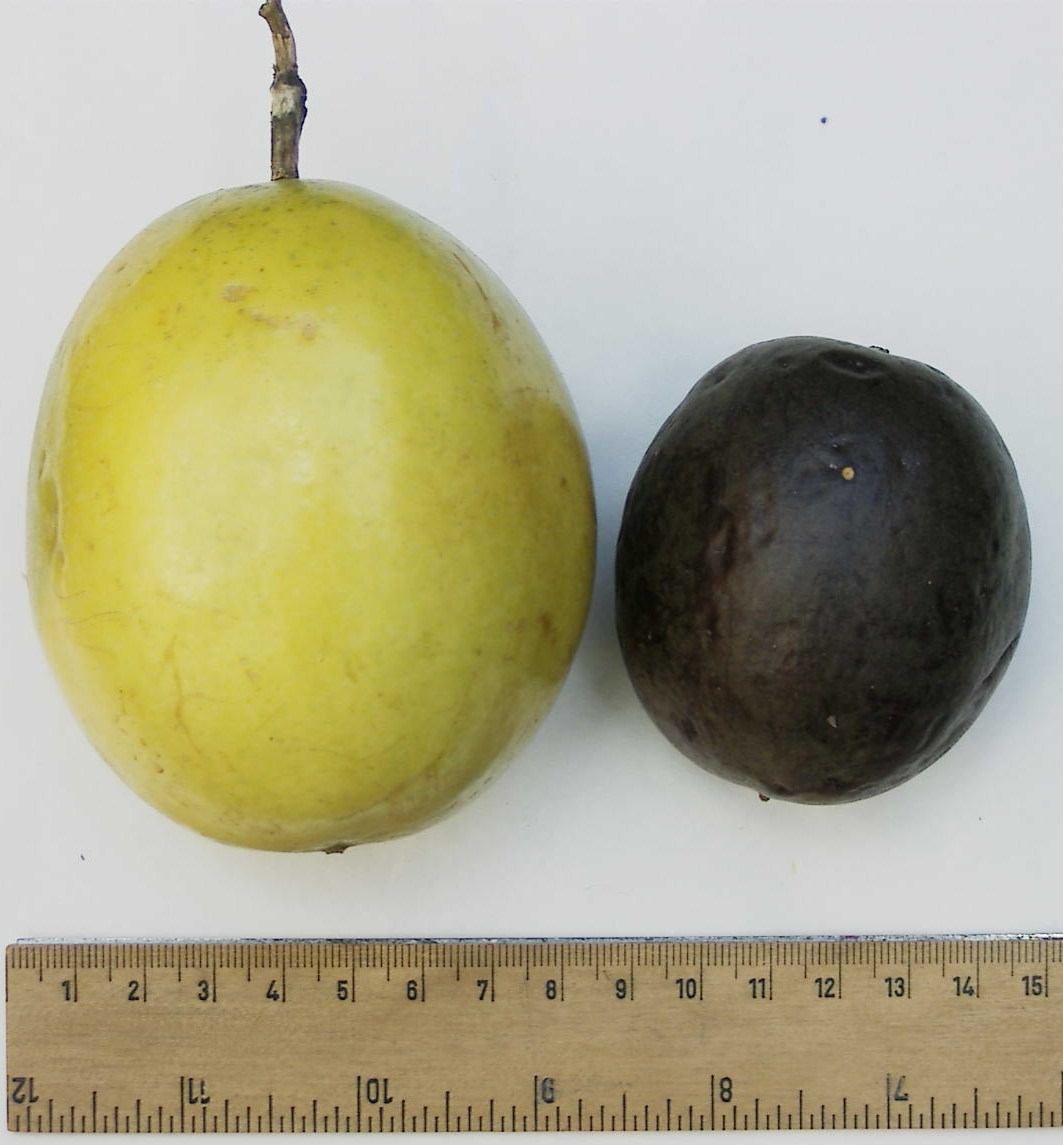
So sánh kích cỡ hai loại quả

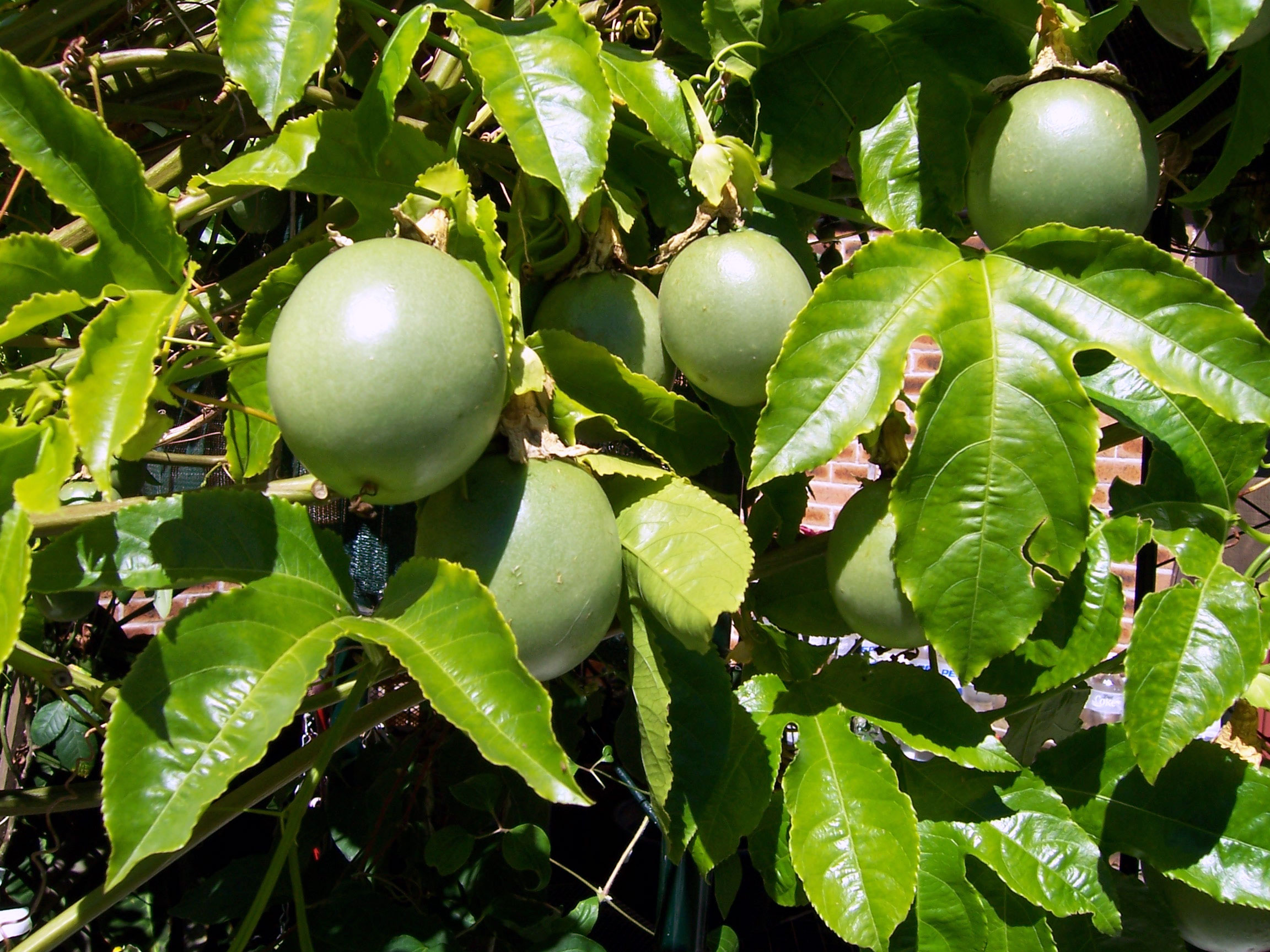
Quả trên cây
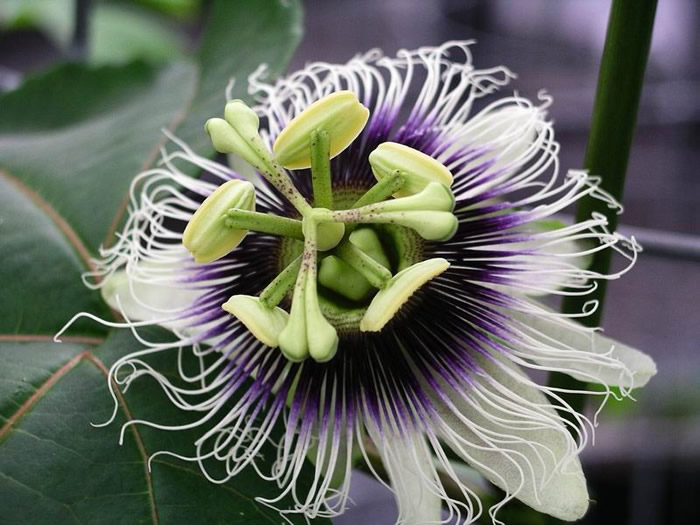
Hoa Passiflora edulis f. flavicarpa